# Dark Moor (álbum)
Dark Moor es el cuarto álbum de estudio de la banda española de metal neoclásico del mismo nombre (Dark Moor). Publicado el 24 de noviembre de 2003, por la discográfica Arise Records.
Es el primer álbum grabado con la segunda formación oficial del grupo, tras la salida de Elisa C. Martin, Albert Maroto y Jorge Sáez. El guitarrista y líder la de agrupación, Enrik García, junto con el bajista Anan Kaddouri, decidieron continuar con la banda buscando nuevos miembros. Siendo este el álbum debut del vocalista Alfred Romero, junto con José Garrido en la guitarra, y Andy C. en la batería.
Toda la música fue escrita por Enrik García. Las letras de las canciones fueron escritas por el letrista Francisco José García, excepto las pistas 4 y 6 (escritas por Enrik García y Francisco J. García), la pista 5 (escrita por Alfred Romero y Enrik García), y la pista 12 (escrita por Enrik García).

## Lista de canciones
| N.º   | Título                                    | Escritor(es)                      | Duración |  |
| 1.    | «A Life for Revenge»                      | Enrik García, Francisco J. García | 5:48     |  |
| 2.    | «Eternity»                                | Enrik García, Francisco J. García | 4:23     |  |
| 3.    | «The Bane Of Daninsky, The Werewolf»      | Enrik García, Francisco J. García | 5:30     |  |
| 4.    | «Philip The Second»                       | Enrik García, Francisco J. García | 6:45     |  |
| 5.    | «From Hell»                               | Enrik García, Alfred Romero       | 3:51     |  |
| 6.    | «Cyrano Of Bergerac»                      | Enrik García, Francisco J. García | 7:41     |  |
| 7.    | «Overture (Attila Part I)» (Instrumental) | Enrik García, Francisco J. García | 2:48     |  |
| 8.    | «Wind Like Stroke (Attila Part II)»       | Enrik García, Francisco J. García | 5:16     |  |
| 9.    | «Return For Love (Attila Part III)»       | Enrik García, Francisco J. García | 4:19     |  |
| 10.   | «Amore Venio (Attila Part IV)»            | Enrik García, Francisco J. García | 0:55     |  |
| 11.   | «The Ghost Sword (Attila Part V)»         | Enrik García, Francisco J. García | 4:53     |  |
| 12.   | «The Dark Moor»                           | Enrik García                      | 8:36     |  |
| 60:45 |                                           |                                   |          |  |

| Bonus tracks |                         |          |  |
| N.º          | Título                  | Duración |  |
| 13.          | «The Mysterious Maiden» | 4:51     |  |

## Concepto
- “A Life for Revenge” está basada en la novela El Conde de Montecristo de Alejandro Dumas (Padre).
- “The Bane of Daninsky, The Werewolf” está basada en la película La marca del hombre lobo, dirigida por Enrique López Eguiluz y protagonizada por Paul Naschy.
- “Philip, the Second” es sobre la vida de Felipe II de España (1556-1598).
- “Cyrano of Bergerac” como el título lo indica, es sobre el poeta y dramaturgo francés, Cyrano de Bergerac, recordado por sus obras de ficción.
- Las canciones que conforman la «Saga de Atila» (Overture, Wind Like Stroke, Return for Love, Amore Venio y The Ghost Sword) narran la vida de Atila el huno.
- “The Dark Moor” está basada en la saga Riftwar, una serie de novelas de fantasía creadas por Raymond E. Feist.

## Créditos

### Alineación principal
- Alfred Romero - Voz principal, Coros
- Enrik García - Guitarra, Coros
- José Garrido - Guitarra, Coros
- Anan Kaddouri - Bajo
- Andy C. - Batería

### Músicos invitados
- Beatriz Albert - Voz soprano en pistas 6, 10 y 12, Coros
- Isabel García - Piano y teclados
- Mamen Castaño - Coros
- Coro Valcavasia - Coros
- Coro de la escuela secundaria “Montegrappa” en Romano d'Ezzelino (Adriana (maestra), Claudia, Chiara, Jessica, Mara, Mery, Michela, Paola, Roberta, Valentina) - Coros

### Producción
- Producido por Dark Moor y Luigi Stefanini. Grabado y mezclado en los estudios New Sin con Luigi Stefanini como ingeniero de audio.
- Masterizado en los estudios Finnvox Studios por Mika Jussila.

### Diseño
- Diana Álvarez - Arte de portada, Diseño de libreto, Fotografía
- Lorena C. - Logo
- Alfonso Grau “El Abuelo” - Fotografía
- Eva Oliver García - Asistente de fotografía